# مرهف أبو قصرة
اللواء مرهف أبو قصرة (مواليد 1984 في حلفايا، حماة) مهندس زراعي وقائد عسكري وسياسي سوري يشغل منصب وزير الدفاع في حكومتي محمد البشير وأحمد الشرع منذ 21 ديسمبر (كانون الأول) 2024. جاء تعيينه في إطار توحيد القوَّات العسكرية التابعة للمعارضة السورية.

## سيرته
وُلد مرهف أبو قصرة في مدينة حلفايا بمحافظة حماة، عام 1984. حصل على شهادة الإجازة (بكالوريوس) في الهندسة الزراعية.
قبل اندلاع الثورة السورية عمل في مجاله المهني، ومع تصاعد الصراع وظَّف خبراته الهندسية في دعم المعارضة المسلَّحة. ثم برزَ اسمه في الجهود العسكرية الداعمة لقوَّات المعارضة. فقد عمل مهندسًا للقدُرات العسكرية، ونظَّم وقاد عمليات في المناطق الخاضعة لسيطرة المعارضة، واكتسب على مرِّ السنوات شهرةً لإسهامه الكبير في وضع إستراتيجيات عسكرية رئيسة وتنفيذها.
في 21 ديسمبر 2024، عيَّن قائدُ العمليات أحمد الشرع مرهف أبو قصرة وزيرًا للدفاع، بعد محادثات مهمَّة لدمج جميع الفصائل المعارضة في مؤسسة واحدة تحت سُلطة وِزارة الدفاع، ليكون ذلك نقطةَ تحوُّل في جهود توحيد العمليات العسكرية في سوريا ما بعد الأسد. وفي 29 ديسمبر 2024 أعلنت القيادة العامَّة في سوريا ترفيعَ مرهف أبو قصرة ورئيس هيئة الأركان المشتركة نور الدين النعسان إلى رتبة لواء.
وكان يُعرَف مرهف أبو قصرة من قبلُ باسمه الحركي أبو حسن الحموي، وأبو الحسن 600.